# Garyansellite
La garyansellite è un minerale.